# Rüdiger Glaser

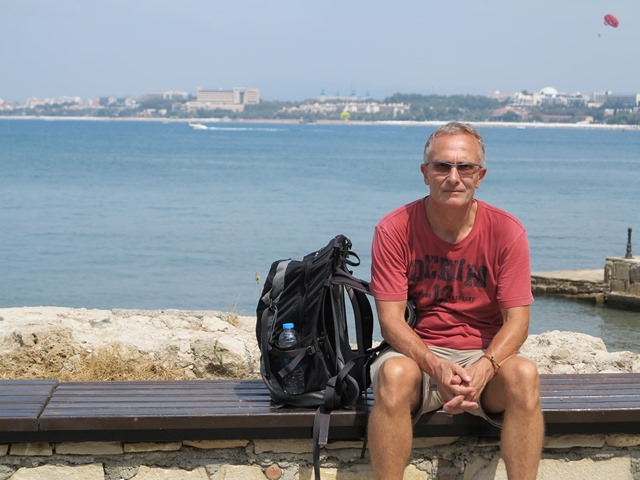
Rüdiger Glaser, 2014

Rüdiger Glaser (* 11. Oktober 1959 in Ettlingen) ist ein deutscher Geograph.

## Leben
Rüdiger Glaser studierte bis 1986 Geographie mit den Nebenfächern Botanik und Verwaltungsrecht an der Universität Würzburg. Er schrieb seine Diplomarbeit zur Auswertung von Landsat-5-Daten. Anschließend arbeitete Glaser als Wissenschaftlicher Mitarbeiter im Paläoklimaprogramm des BMFT (Bundesministerium für Forschung und Technologie) sowie als Geschäftsführer des Gebietsausschusses Spessart-Main-Odenwald. 1991 promovierte er zum Thema Klimarekonstruktion für Mainfranken, Bauland und Odenwald anhand direkter und indirekter Witterungsdaten seit 1500. 1997 folgte die Habilitation mit der Arbeit Beiträge zur Historischen Klimatologie in Mitteleuropa seit dem Jahr 1000.
2001 wurde Glaser als Professor für Physische Geographie an die Universität Heidelberg berufen. Seit 2004 ist er als C4-Professor an der Universität Freiburg tätig. Am dortigen Institut für Physische Geographie ist er zudem geschäftsführender Direktor.

## Wirken
Zu Glasers Forschungsschwerpunkten gehören Klimawandel, insbesondere die Historische Klimatologie, der Globale Wandel sowie digitale Verfahren (Fernerkundung, E-Learning, virtuelle Forschungsumgebungen).

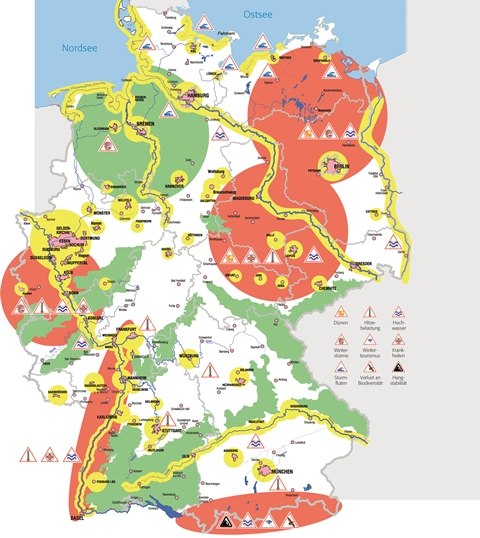
Klimavulnerabilität in Deutschland

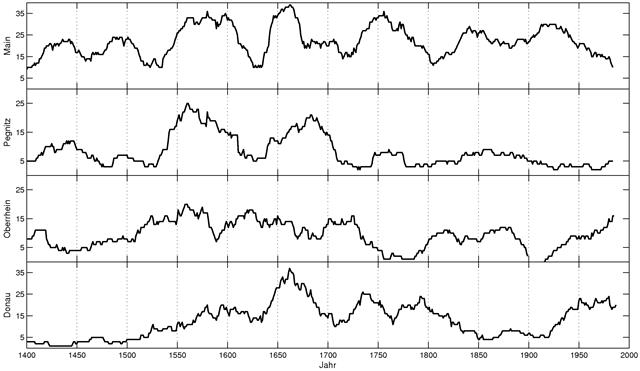
Hochwasserentwicklung an Donau, Rhein, Pegnitz und Main 1400–2000

In seiner wissenschaftlichen Herangehensweise vertritt Glaser das Prinzip der Interdisziplinarität, also der Verbindung von Naturwissenschaften mit Geistes- und Sozialwissenschaften sowie von Grundlagenforschung mit angewandter Forschung. So verglich beispielsweise das von Glaser geleitete Projekt Transrisk  die deutsch-französische Hochwassergeschichte des Rheins im Oberrheingebiet im Lauf der letzten 300 Jahre, wobei sowohl die klimatischen als auch die anthropogenen Faktoren untersucht wurden. Die Ergebnisse dienen nicht nur Forschungszwecken, sondern bilden die Basis für ein nachhaltiges Gebietsmanagement.
Im Anschlussprojekt tambora.org entwickelte Glaser mit seinem Team eine virtuelle Forschungsumgebung (VFU), welche umfangreiche klima- und umwelthistorische Datenbestände nachhaltig sichert und zugänglich macht. Durch die Möglichkeit, sowohl eigene Daten einzugeben, als auch auf die Daten anderer Forscher zuzugreifen, bildet sie einen wichtigen Beitrag zur Förderung der Zusammenarbeit im Bereich der Historischen Klimatologie.
Ähnlich wie im Forschungsvorhaben Transrisk werden auch in den Projekten DRIeR (Drought impacts, processes and resilience: making the invisible visible) und Clim’ability-Klimaanpassungsstrategien für Unternehmen in der Region Oberrhein Fragen der Klimavulnerabilität und der gesellschaftlichen Kontextualisierung von Klima- und Umweltveränderungen aufgegriffen.
Einem breiten Publikum ist Glaser vor allem durch seine 2001 erstmals erschienene Klimageschichte Mitteleuropas bekannt. Diese bietet neben dem geschichtlichen Rückblick alle wichtigen Informationen zur Klimadebatte und ordnet sie in den historischen Gesamtzusammenhang ein.

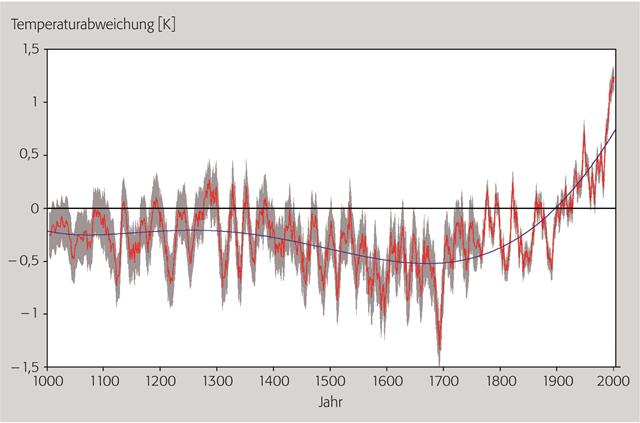
Veränderung der Jahresmitteltemperatur seit dem Jahr 1000 in Mitteleuropa

Glaser beschäftigt sich explizit auch mit Regionaler Geographie. Verbreitung haben die von ihm mitverfasste und herausgegebene Geographie Deutschlands, die Buchreihe Planet Erde, Europa. Eine Geographie sowie die Publikation Global Change. Das neue Gesicht der Erde erfahren. Zu seinen regionalen Schwerpunkten zählt neben Mitteleuropa insbesondere der nordamerikanische Raum. Allerdings hat ihn sein Interesse für den Globalen Wandel in fast jeden Winkel der Erde geführt.
Ein weiteres Kennzeichen seines Wirkens ist die verständliche Darstellung von Wissenschaft und Forschung in verschiedenen Medien, was sich u. a. in einigen populärwissenschaftlichen Werken wie Berge aus dem All und Globaler Wandel. Das Buch Die Erde aus dem All verfasste er zusammen mit dem Extrem-Bergsteiger Reinhold Messner, dem Fernerkundler Stefan Dech, dem Literaten Ralf-Peter Märtin und dem Philosophen Peter Sloterdijk.
Glaser hat zudem an zahlreichen Lehrbüchern der Geographie als Herausgeber und Autor mitgewirkt, u. a. an dem in mehreren Auflagen erschienenen Lehrbuch Geographie. Physische Geographie und Humangeographie. Dies folgt dem integrativen Konzept der „dritten Säule“, welches die Gesellschaft-Umwelt-Forschung als einen eigenen Erkenntnisbereich in der Schnittmenge von Physischer und Humangeographie definiert.
Hervorzuheben ist auch seine konzeptionelle Mitwirkung und mediale Präsenz in einschlägigen Wissenschaftssendungen, beispielsweise Klimawandel – wie verändert sich der Südwesten? im SWR oder Deutschland, 24 Stunden, Frankreich, 24 Stunden, auf ARTE. Dazu kommen Beiträge über Nordamerika, den Globalen Wandel und den Klimawandel in der Reihe Planet Wissen des SWR sowie diverse Radiointerviews.
Die hohe Relevanz geographischer Forschung zeigt u. a. die Reaktion der internationalen Presse auf einen Beitrag Glasers im Fachmagazin Climate of the Past. Dieser beschreibt die Bedeutung der klimatischen Instabilitäten des 19. Jahrhunderts für die damaligen Migrationswellen aus dem Südwesten Deutschlands in die USA. Dass damit neben Millionen von Deutschen auch die Vorfahren von Präsident Trump aufgrund ungünstiger klimatischer Verhältnisse zu US-Bürgern wurden, wirft ein neues Licht auf die aktuellen Diskussionen um Klimawandel und Migration.

## Ehrungen und Preise
- Instructional Development Award der Universität Freiburg für 2015 (2014)
- wissenschaftlicher Beirat der Ausstellung Mensch. Natur. Katastrophe – Von Atlantis bis heute, Reiss-Engelhorn-Museum, Mannheim (2014)
- Medienpreis der Universität Freiburg für das E-Learning Programm PEMO an die Arbeitsgruppe WEBGEO (2004)
- Virtueller Lehrpreis des Landes Baden-Württemberg (3. Platz) an die Arbeitsgruppe WEBGEO (2003)
- Stipendium der Kanadischen Regierung (Herbst 2002)
- Forschungsstipendium (Faculty Research Program) der Kanadischen Botschaft über Strategies of sustainable ecological planning in the Greater Vancouver Area (Herbst 1999)
- Preis der unterfränkischen Gedenkjahrstiftung für die Dissertation (1989)
- Promotionsstipendium der Bayerischen Staatsregierung (1987–1988)

## Publikationen (Auswahl)
- R. Glaser, I. Himmelsbach, A. Bösmeier: Climate of migration? How climate triggered migration from southwest Germany to North America during the 19th century. In: Climate of the Past. 13, 2017, S. 1573–1592.
- I. Himmelsbach, R. Glaser, J. Schönbein, D. Riemann, B. Martin: Reconstruction of flood events based on documentary data and transnational flood risk analysis of the upper Rhine and its French and German tributaries since AD 1480. In: Hydrology and Earth System Sciences. 19, 2015, S. 4149–4164.
- R. Glaser: Global Change – Das neue Gesicht der Erde. Primus Verlag, Darmstadt 2014.
- R. Glaser: Klimageschichte Mitteleuropas – 1200 Jahre Wetter, Klima, Katastrophen. 3. Auflage. WBG, Darmstadt 2013.
- H. Gebhardt, R. Glaser, S. Lentz (Hrsg.): Europa. Eine Geographie. Springer Verlag, Heidelberg 2013.
- R. Glaser u. a.: The variability of European floods since AD 1500. In: Climatic Change. 2010.
- R. Glaser, C. Hauter, D. Faust, R. Glawion, H. Saurer, A. Schulte, D. Sudhaus: Physische Geographie kompakt. Spektrum Akademischer Verlag, Heidelberg 2010.
- S. Dech, R. Glaser, R. Meisner: Globaler Wandel. Die Erde aus dem All. Frederking & Thaler/GEO, 2008.
- R. Glaser, H. Gebhardt, W. Schenk: Geographie Deutschlands. WBG, Darmstadt 2007.
- S. Dech, R. Messner, R. Glaser, R.-P. Märtin: Berge aus dem All. Frederking & Thaler, München 2005.
- R. Glaser, K. Kremb, A. Drescher: Reihe Planet Erde (Nord- und Südamerika, Asien, Afrika). WBG, Darmstadt 2006/ 2007/ 2011.